# Stanislau Schtscharbatschenja
Stanislau Ryhorawitsch Schtscharbatschenja (belarussisch Станіслаў Рыгоравіч Шчарбачэня; * 5. März 1985 in Babrujsk, Weißrussische Sozialistische Sowjetrepublik, Sowjetunion) ist ein belarussischer Ruderer, der viermal an den Olympischen Spielen teilnahm und einen Weltmeistertitel gewann.

## Karriere
Schtscharbatschenja begann im Jahr 1999 mit dem Rudersport. Er nahm früh für Belarus an internationalen Wettbewerben teil, zum ersten Mal bei den Junioren-Weltmeisterschaften 2001 in Duisburg. Auf Anhieb gelang ihm mit dem Nachwuchs-Vierer der Gewinn der Silbermedaille. Bei zwei weiteren Teilnahmen an den U19-Weltmeisterschaften schaffe er es mit seinen Mannschaften dagegen jeweils nur auf den vierten Rang. In der anschließenden U23-Altersklasse ruderte Schtscharbatschenja sehr erfolgreich auf internationaler Ebene. Bei seinen drei Teilnahmen an den Jahrgangs-Weltmeisterschaften in den Jahren 2005, 2006 und 2007 gewann er jeweils eine Goldmedaille in Skullbooten.
Früh wurde Schtscharbatschenja jedoch auch schon in der offenen Altersklasse eingesetzt. Seinen ersten Start beim Weltcup hatte er im Alter von 17 Jahren 2002. Als 19-Jähriger wurde er bereits auf die olympischen Ruderregatta 2004 vorbereitet, wo er mit Walerij Rodewitsch, Pawel Schurmei und Andrej Pljaschkou das Finale erreichte und Platz 6 belegte. In den folgenden Jahren startete Schtscharbatschenja neben seinen Erfolgen in der U23-Nachwuchsklasse auch kontinuierlich bei den offenen Weltmeisterschaften, wo ihm im Doppelzweier mit Dsjanis Mihal bei der Austragung 2007 in München erstmals der Sprung ins Finale gelang. Bei den wenig später ausgetragenen Europameisterschaften in Posen gelang ihm mit der belarussischen Auswahl im Doppelvierer der Gewinn der Bronzemedaille. In der olympischen Saison 2008 konzentrierte sich Schtscharbatschenja auf den Doppelzweier mit Mihal. Nach der Vorbereitung beim Weltcup verpasste das Duo bei der olympischen Regatta in Peking allerdings recht deutlich das Finale und belegte den siebten Rang in der Gesamtwertung. Wenig später reichte es bei den Europameisterschaften 2008 nur zum neunten Rang in gleicher Besetzung.
Im neuen Olympiazyklus machte Schtscharbatschenja zunächst als Skuller weiter und ruderte testweise im Einer beim Weltcup. Zur WM 2009 stieg er wieder mit Mihal in den Doppelzweier, aber das Duo konnte nur Platz 14 belegen. Erfolgreicher war die Teilnahme an den Europameisterschaften des gleichen Jahres im heimischen Brest, wo Schtscharbatschenja und Mihal mit Rodewitsch und Kirill Lemeschkewitsch die Silbermedaille hinter der ukrainischen Auswahl gewinnen konnten. Im Jahr 2010 war Schtscharbatschenja weniger erfolgreich, die WM in Neuseeland ließ er aus. Danach stieg er mit Mihal in den Riemenbereich um und ruderte im Vierer ohne Steuermann mit Wadsim Ljalin und Alexander Kosubowski erfolgreich zu EM-Silber 2011 und zur Olympiaqualifikation mit Platz 9 bei den Weltmeisterschaften von Bled. In gleicher Besetzung nahm das Quartett auch an der olympischen Ruderregatta von London teil, wo sie Platz sieben belegten. Wenige Wochen später gelang Schtscharbatschenja mit Kosubowski und Steuermann Piotr Piatrynich der Gewinn des Weltmeistertitels 2012 in der nicht-olympischen Klasse Zweier mit Steuermann.
Die Saison 2013 verbrachte Schtscharbatschenja erneut in den belarussischen Riemen-Großbooten. Nach einem Auftritt im Achter beim Weltcup ruderte er bei den Weltmeisterschaften wieder im Vierer-ohne, verpasste dabei aber erneut das Finale. Ab 2014 startete Schtscharbatschenja dann nur noch im Einer. Bei den Europameisterschaften belegte er Platz 4 im Jahr 2014, Platz 7 im Jahr 2015 und Platz 5 im Jahr 2016. Die Weltmeisterschaften schloss er mit zwei siebten Plätzen 2014 und 2015 auf ähnlichem Niveau ab. Er qualifizierte damit auch den Startplatz im Einer bei den Olympischen Spielen 2016 für sein Heimatland. Im Finale der Olympischen Regatta in Rio de Janeiro belegte er den fünften Platz.
Im Jahr darauf gewann Schtscharbatschenja im Einer die Bronzemedaille bei den Europameisterschaften in Račice u Štětí.
Schtscharbatschenja startet für die Vereine BSKP Masyr und BSKP Homel. Er ist 2,01 m groß und wiegt mehr als 100 kg.